# Adoretus aegrotus
Adoretus aegrotus är en skalbaggsart som beskrevs av Hermann Burmeister 1844. Adoretus aegrotus ingår i släktet Adoretus och familjen Rutelidae. Inga underarter finns listade i Catalogue of Life.